# Nathalie Kosciusko-Morizet
Nathalie Geneviève Marie Kosciusko-Morizet (ur. 14 maja 1973 w Paryżu) – francuska polityk, parlamentarzystka, była sekretarz stanu, od 2010 do 2012 minister w rządzie François Fillona.

## Życiorys
Z wykształcenia biolog, ukończyła École polytechnique w Paryżu, studiowała też na École nationale du génie rural, des eaux et des forêts. Odbyła studia podyplomowe MBA organizowane przez Collège des Ingénieurs.
Od drugiej połowy lat 90. była bliskim współpracownikiem Jacques’a Chiraca, należała do Zgromadzenia na rzecz Republiki. W 2002 objęła mandat deputowanej do francuskiego Zgromadzenia Narodowego jako zastępca posła Pierre-André Wiltzeraa, który sprawował stanowiska rządowe. W 2004 wybrano ją do rady regionu Île-de-France. W 2007 wystartowała już jako kandydatka Unii na rzecz Ruchu Ludowego, pokonując w drugiej turze przedstawiciela Partii Socjalistycznej. W ramach UMP reprezentowała tzw. niebieskich zielonych (Écologie bleue), stanowiących ekologiczną frakcję w partii. Została działaczką Unii na rzecz Ruchu Ludowego, w której reprezentuje tzw. niebieskich zielonych (ekologiczną frakcję w partii).
W czerwcu 2007 objęła funkcję sekretarza stanu ds. ekologii w rządzie François Fillona w resorcie, na którego czele stał Jean-Louis Borloo. W marcu 2008 wygrała wybory na urząd mera Longjumeau. W styczniu 2009 została przeniesiona na stanowisko sekretarza stanu ds. planowania i rozwoju gospodarki cyfrowej, bezpośrednio podległe premierowi. W listopadzie 2010 w trzecim gabinecie tego samego premiera została ministrem ekologii, zrównoważonego rozwoju, transportu i mieszkalnictwa.
22 lutego 2012 odeszła z rządu w związku z objęciem funkcji rzeczniczki Nicolasa Sarkozy’ego w trakcie kampanii prezydenckiej. W wyborach parlamentarnych w tym samym roku uzyskała poselską reelekcję.
W lutym 2013 zadeklarowała zamiar ubiegania się o urząd mera Paryża w wyborach lokalnych w 2014. W czerwcu tego samego roku wygrała partyjne prawybory, pokonując Rachidę Dati (wynikiem ponad 58% głosów). W pierwszej turze wyborów zdobyła ponad 35% głosów i awansowała do drugiej tury, w której przegrała z socjalistką Anne Hidalgo.
W 2016 wystartowała w prawyborach prezydenckich prawicy i centrum przed wyborami prezydenckimi zaplanowanymi na 2017. W głosowaniu z 20 listopada 2016 uzyskała 2,6% głosów. Przed drugą turą prawyborów poparła Alaina Juppé.
W styczniu 2018 ogłosiła wycofanie się z działalności politycznej. W następnym miesiącu została zatrudniona w nowojorskim oddziale firmy Capgemini jako dyrektor ds. bezpieczeństwa informatycznego i cloud infrastructure.

## Życie prywatne
Jej przodkiem był pochodzący z Suwałk kupiec Abraham Salomon Kościuszko, który wyemigrował do Francji w czasach monarchii lipcowej, natomiast przez matkę Benedice Treuille jest spokrewniona z Lukrecją Borgią.
Jest mężatką i ma dwoje dzieci.